# Wapen van 's-Hertogenbosch

Wapen van de gemeente 's-Hertogenbosch

Het wapen van 's-Hertogenbosch is het officiële herkenningsteken van de gemeente 's-Hertogenbosch. Het wapen stamt al uit de middeleeuwen. In een beeld geeft het de geschiedenis van de gemeente van de twaalfde tot de zeventiende eeuw weer. Het wapen is zowel het wapen van de gemeente, als van de stad 's-Hertogenbosch.

## Geschiedenis
De stad 's-Hertogenbosch is in de twaalfde eeuw vlak bij een bos van hertog Hendrik I van Brabant gesticht en kreeg stadsrechten tussen 1185 en 1196.
De boom verwijst naar het bos waar gemeente en stad hun naam aan danken. Vroeger waren het één grote boom en twee kleinere bomen. Tegenwoordig is het er nog maar een. In de veertiende eeuw is het wapen van het hertogdom Brabant dat gevoerd werd door de hertogen uit het Brabants-Limburgse huis erbij gezet. Deze voerden het wapen, zoals dat heet, gevierendeeld met de Limburgse leeuw. Het bestaat dus uit vier leeuwen, linksboven en rechtsonder de Brabantse leeuw en rechtsboven en linksonder de Limburgse leeuw. Op meer Noord-Brabantse gemeentewapens is hetzelfde wapen met deze vier leeuwen te vinden, bijvoorbeeld bij het wapen van Veldhoven en het wapen van Waalwijk.
De Habsburgse adelaar werd tussen 1515 en 1519 aan het wapen toegevoegd. De kroon van de hertog en de twee mannen aan weerszijden van het schild werden voor het eerst afgebeeld in 1670. Dit was op de voorgevel van het Stadhuis.

## Blazoen

Wapen van 1817

### Wapen van 1817
In 1817 werd besloten, dat dit geheel als het wapen moest worden beschouwd. Er is op 16 juli 1817 door de Hoge Raad van Adel een wapen vastgesteld, echter zonder beschrijving. De beschrijving zou kunnen luiden:
"Van sabel beladen met een boom van goud met een gevierendeeld vrijkwartier : 1 en 4 van sabel beladen met een leeuw van goud, getongd en genageld van keel, 2 en 3 in goud een leeuw van keel; een schildhoofd van goud beladen met een uitkomende dubbele adelaar van sabel, dragende voor de borst een schild van keel met een dwarsbalk van zilver. Het schild gedekt met een gouden kroon van 5 bladeren en ter weerszijden gehouden door een wildeman van natuurlijke kleur, omkranst en omgord van sinopel, dragende een knots over de schouder."

### Wapen van 1978

Wapen van 1978

op 8 maart 1978 is het uiterlijk van het wapen officieel bevestigd, waarbij onder andere de kroon een ander uiterlijk kreeg.
De beschrijving luidde:
"In sabel een boom van goud; een gevierendeeld vrijkwartier; a en d in sabel een leeuw van goud, getongd en genageld van keel; b en c in zilver een dubbelstaartige leeuw van keel, getongd en genageld van goud; een schildhoofd van goud met een uitkomende dubbele adelaar van sabel, hebbende op de borst een schild van keel met een dwarsbalk van zilver. Het schild gedekt met een gouden kroon van 3 bladeren, 2 parels en een purperen muts en gehouden door 2 wildemannen, omkranst en omgord met loof, houdende een knots in de buitenste hand, alles van natuurlijke kleur."

### Wapen van 1999
In 1996 werden de gemeente 's-Hertogenbosch en Rosmalen samengevoegd. Er moest een nieuw wapen komen. Besloten werd om het wapen van de gemeente 's-Hertogenbosch te handhaven. Alleen de oude kroon van 1817 werd teruggeplaatst. Het nieuwe wapen werd op 25 juni 1999 bij Koninklijk Besluit toegekend.

## Franse tijd

Wapen van 's-Hertogenbosch in de Franse tijd

In de Franse tijd kreeg 's-Hertogenbosch een wapen met het vrijkwartier dat hoorde bij een stad der tweede klasse.